# قیچی‌دارها
قیچی‌دارها (نام علمی: Forficula) نام یک سرده از تیره قیچی‌داران است.